# Francisco de Solís Folch de Cardona
Francisco de Solís Folch de Cardona (Salamanca, 16 febbraio 1713 – Roma, 21 marzo 1775) è stato un cardinale e arcivescovo cattolico spagnolo.

## Biografia
Nacque a Salamanca il 16 febbraio 1713 da José de Solís y Gante e Josefa Folch de Cardona.
Papa Benedetto XIV lo elevò al rango di cardinale nel concistoro del 5 aprile 1756.
Morì il 21 marzo 1775 all'età di 62 anni.

## Genealogia episcopale e successione apostolica
La genealogia episcopale è:
- Cardinale Scipione Rebiba
- Cardinale Giulio Antonio Santori
- Cardinale Girolamo Bernerio, O.P.
- Arcivescovo Galeazzo Sanvitale
- Cardinale Ludovico Ludovisi
- Cardinale Luigi Caetani
- Cardinale Ulderico Carpegna
- Cardinale Paluzzo Paluzzi Altieri degli Albertoni
- Papa Benedetto XIII
- Papa Benedetto XIV
- Cardinale Enrico Enriquez
- Cardinale Francisco de Solís Folch de Cardona

La successione apostolica è:
- Arcivescovo Isidro Alfonso Cavanillas (1753)
- Arcivescovo Lucas Ramírez Galán, O.F.M. (1761)
- Vescovo Agustín Ayestarán y Landa (1772)

## Ascendenza
|                                                                         |                                                              |                                                         | Genitori                                                             |  |  | Nonni |  |  | Bisnonni                                    |  |  | Trisnonni                                                      |  |
|                                                                         |                                                              |                                                         |                                                                      |  |  |       |  |  | José de Solís y Solís, I duca di Montellano |  |  | Alonso de Solís Valderrábano y Bracamonte, XV señor de Cempron |  |
|                                                                         |                                                              |                                                         |                                                                      |  |  |       |  |  | José de Solís y Solís, I duca di Montellano |  |  | Alonso de Solís Valderrábano y Bracamonte, XV señor de Cempron |  |
|                                                                         |                                                              | Antonia de Solís y Guzmán, signora di Peralejos         |                                                                      |  |  |       |  |  | José de Solís y Solís, I duca di Montellano |  |  |                                                                |  |
| Alonso Gregorio de Solís y Osorio, II duca di Montellano                |                                                              |                                                         |                                                                      |  |  |       |  |  | José de Solís y Solís, I duca di Montellano |  |  |                                                                |  |
|                                                                         |                                                              | Clara María Osorio y Fonseca                            | Alvaro Pérez de Osorio y Fonseca, VI signore di Villacís e Cervantes |  |  |       |  |  |                                             |  |  |                                                                |  |
|                                                                         |                                                              | Clara María Osorio y Fonseca                            | Alvaro Pérez de Osorio y Fonseca, VI signore di Villacís e Cervantes |  |  |       |  |  |                                             |  |  |                                                                |  |
|                                                                         |                                                              | Clara María Osorio y Fonseca                            | Ana María de Fonseca y Ayala, III contessa di Villanueva de Cañedo   |  |  |       |  |  |                                             |  |  |                                                                |  |
| José Ignacio de Solís y Gand-Vilain, III duca di Montellano             |                                                              | Clara María Osorio y Fonseca                            |                                                                      |  |  |       |  |  |                                             |  |  |                                                                |  |
|                                                                         |                                                              | Balthasar Philips de Gand Villain, principe di Masmines | Philippe Lamoral de Gand Villain, conte d'Isenghien                  |  |  |       |  |  |                                             |  |  |                                                                |  |
|                                                                         |                                                              | Balthasar Philips de Gand Villain, principe di Masmines | Philippe Lamoral de Gand Villain, conte d'Isenghien                  |  |  |       |  |  |                                             |  |  |                                                                |  |
|                                                                         |                                                              | Balthasar Philips de Gand Villain, principe di Masmines | Marguerite Isabelle de Mérode                                        |  |  |       |  |  |                                             |  |  |                                                                |  |
| Louise de Gand Villain                                                  |                                                              | Balthasar Philips de Gand Villain, principe di Masmines |                                                                      |  |  |       |  |  |                                             |  |  |                                                                |  |
|                                                                         |                                                              | Luisa Enríquez de Sarmiento                             | Diego Sarmiento de Sotomayor y Mendoza, conte di Salvatierra         |  |  |       |  |  |                                             |  |  |                                                                |  |
|                                                                         |                                                              | Luisa Enríquez de Sarmiento                             | Diego Sarmiento de Sotomayor y Mendoza, conte di Salvatierra         |  |  |       |  |  |                                             |  |  |                                                                |  |
|                                                                         |                                                              | Luisa Enríquez de Sarmiento                             | Leonor de Luna Enríquez Sarmiento y Manrique                         |  |  |       |  |  |                                             |  |  |                                                                |  |
| Francisco de Solís y Folch de Cardona                                   |                                                              | Luisa Enríquez de Sarmiento                             |                                                                      |  |  |       |  |  |                                             |  |  |                                                                |  |
|                                                                         | Antonio Folch de Cardona y Alagón, II marchese di Castelnovo | Alfonso de Cardona y Milán, I marchese di Castelnovo    |                                                                      |  |  |       |  |  |                                             |  |  |                                                                |  |
|                                                                         | Antonio Folch de Cardona y Alagón, II marchese di Castelnovo | Alfonso de Cardona y Milán, I marchese di Castelnovo    |                                                                      |  |  |       |  |  |                                             |  |  |                                                                |  |
|                                                                         | Antonio Folch de Cardona y Alagón, II marchese di Castelnovo | Jerónima de Alagón y Requesens                          |                                                                      |  |  |       |  |  |                                             |  |  |                                                                |  |
| Vicente Folch de Cardona y Milán, III marchese di Castelnovo            | Antonio Folch de Cardona y Alagón, II marchese di Castelnovo |                                                         |                                                                      |  |  |       |  |  |                                             |  |  |                                                                |  |
|                                                                         |                                                              | Teresa de Milán, signora di Massalvés                   | …                                                                    |  |  |       |  |  |                                             |  |  |                                                                |  |
|                                                                         |                                                              | Teresa de Milán, signora di Massalvés                   | …                                                                    |  |  |       |  |  |                                             |  |  |                                                                |  |
|                                                                         |                                                              | Teresa de Milán, signora di Massalvés                   | …                                                                    |  |  |       |  |  |                                             |  |  |                                                                |  |
| Josefa Folch de Cardona y Bellvís de Moncada, IV marchesa di Castelnovo |                                                              | Teresa de Milán, signora di Massalvés                   |                                                                      |  |  |       |  |  |                                             |  |  |                                                                |  |
|                                                                         |                                                              | …                                                       | …                                                                    |  |  |       |  |  |                                             |  |  |                                                                |  |
|                                                                         |                                                              | …                                                       | …                                                                    |  |  |       |  |  |                                             |  |  |                                                                |  |
|                                                                         |                                                              | …                                                       | …                                                                    |  |  |       |  |  |                                             |  |  |                                                                |  |
| Teresa Bellvís de Moncada                                               |                                                              | …                                                       |                                                                      |  |  |       |  |  |                                             |  |  |                                                                |  |
|                                                                         |                                                              | …                                                       | …                                                                    |  |  |       |  |  |                                             |  |  |                                                                |  |
|                                                                         |                                                              | …                                                       | …                                                                    |  |  |       |  |  |                                             |  |  |                                                                |  |
|                                                                         |                                                              | …                                                       | …                                                                    |  |  |       |  |  |                                             |  |  |                                                                |  |
|                                                                         |                                                              | …                                                       |                                                                      |  |  |       |  |  |                                             |  |  |                                                                |  |

## Onorificenze
Cavaliere dell'Ordine Militare di Calatrava